# Erich Metze
Erich Metze (Dortmund, 7 de mayo de 1909-Erfurt, 28 de julio de 1952) fue un deportista alemán que compitió en ciclismo en la modalidad de pista. Ganó cuatro medallas en el Campeonato Mundial de Ciclismo en Pista entre los años 1933 y 1938.

## Medallero internacional
| Campeonato Mundial | Campeonato Mundial       | Campeonato Mundial | Campeonato Mundial |
| Año                | Lugar                    | Medalla            | Competición        |
| ------------------ | ------------------------ | ------------------ | ------------------ |
| 1933               | París (Francia)          | Medalla de bronce  | Medio fondo (P)    |
| 1934               | Leipzig (Alemania)       | Medalla de oro     | Medio fondo (P)    |
| 1935               | Bruselas (Bélgica)       | Medalla de plata   | Medio fondo (P)    |
| 1938               | Ámsterdam (Países Bajos) | Medalla de oro     | Medio fondo (P)    |